# 박세영 (쇼트트랙 선수)
박세영(1993년 7월 26일~)은 대한민국의 쇼트트랙 선수이다.
소화초등학교, 광문고등학교를 거쳐 현재 단국대학교에 재학 중이다. 유난히 국제 빙상 연맹(ISU) 주관 대회에서 강해 2013년 쇼트트랙 주니어 세계선수권대회 남자부 종합우승과 500m 금메달을 획득하였고 2012년에서도 남자 대학부 500m 금메달, 남자부 종합우승, 남자계주 3000m 금메달, 남자 1000m 금메달, 남자 1500m 금메달을 획득하였다.
작은누나 박승희와 큰누나인 박승주는 스피드 스케이팅 선수로 활약하고 있다.

## 출신 학교
- 소화초등학교
- 서현중학교 → 목일중학교
- 광문고등학교 → 수원경성고등학교
- 단국대학교 죽전캠퍼스 사범대학 체육교육과 학사
- 고려대학교 교육대학원 사범대학 체육교육과 석사

## 수상
- 2017년 제33회 회장배 전국남녀 쇼트트랙스피드스케이팅 대회 남자 일반부 500m 2위
- 2017년 17-18 ISU 쇼트트랙 월드컵 4차(서울) 남자 5000m 계주 금메달
- 2017년 17-18 ISU 쇼트트랙 월드컵 3차(상하이) 5000m 계주 은메달
- 2017년 제 8회 삿포로 동계 아시안게임 남자 500m 동메달
- 2017년 제 8회 삿포로 동계 아시안게임 남자 1500m 금메달
- 2016년 ISU 쇼트트랙 세계선수권대회 남자 5000m 동메달
- 2016년 ISU 쇼트트랙 세계선수권대회 남자 3000m(S.F) 은메달
- 2016년 ISU 쇼트트랙 세계선수권대회 남자 1500m 동메달
- 2016년 15-16 ISU 쇼트트랙 월드컵 6차(도르드레흐트) 남자 1000m(1) 금메달
- 2016년 15-16 ISU 쇼트트랙 월드컵 5차(드레스덴) 남자 1500m(1) 은메달
- 2015년 15-16 ISU 쇼트트랙 월드컵 4차(상하이) 남자 1500m(1) 동메달
- 2015년 15-16 ISU 쇼트트랙 월드컵 2차(토론토) 남자 5000m 계주 은메달
- 2015년 15-16 ISU 쇼트트랙 월드컵 1차(몬트리올) 남자 500m 동메달
- 2015년 ISU 쇼트트랙 세계선수권대회 남자 3000m(S.F) 은메달
- 2015년 ISU 쇼트트랙 세계선수권대회 남자 1000m 금메달
- 2014년 14-15 ISU 쇼트트랙 월드컵 2차(몬트리올) 남자 5000m 계주 금메달
- 2014년 14-15 ISU 쇼트트랙 월드컵 2차(몬트리올) 남자 1500m 금메달
- 2014년 14-15 ISU 쇼트트랙 월드컵 1차(솔트레이크) 남자 1000m(1) 은메달
- 2014년 ISU 쇼트트랙 세계선수권대회 남자 5000m 계주 은메달
- 2014년 ISU 쇼트트랙 세계선수권대회 남자 1000m 동메달
- 2014년 ISU 쇼트트랙 세계선수권대회 남자 1500m 동메달
- 2014년 제95회 전국 동계체육대회 쇼트트랙 남자 대학부 500m 1위
- 2013년 제28회 전국남녀 종합 쇼트트랙 스피드스케이팅 선수권대회 남자 종합 2위
- 2013년 제28회 전국남녀 종합 쇼트트랙 스피드스케이팅 선수권대회 남자 1000m 3위
- 2013년 제28회 전국남녀 종합 쇼트트랙 스피드스케이팅 선수권대회 남자 1500m 2위
- 2013년 제28회 전국남녀 종합 쇼트트랙 스피드스케이팅 선수권대회 남자 500m 1위
- 2013년 국제빙상경기연맹(ISU) 쇼트트랙 주니어 세계선수권 남자 종합우승
- 2013년 ISU 쇼트트랙 주니어 세계선수권대회 남자부 500m 금메달
- 2012년 제28회 회장배 전국남녀 쇼트트랙 스피드스케이팅대회 남자대학부 500m 우승
- 2012년 ISU 쇼트트랙 주니어 세계선수권대회 남자부 종합우승
- 2012년 ISU 쇼트트랙 주니어 세계선수권대회 남자계주 3000m 금메달
- 2012년 ISU 쇼트트랙 주니어 세계선수권대회 남자 1000m 금메달
- 2012년 ISU 쇼트트랙 주니어 세계선수권대회 남자 1500m 금메달
- 2010년 제91회 전국동계체육대회 쇼트트랙 남자고등부 3000m 계주 1위
- 2009년 제90회 전국동계체육대회 쇼트트랙 남자중학부 500m 1위
- 2009년 제90회 전국동계체육대회 쇼트트랙 남자중학부 1000m 1위
- 2009년 제90회 전국동계체육대회 쇼트트랙 남자중학부 2000m 계주 2위
- 2008년 제89회 전국동계체육대회 쇼트트랙 남자중학부 1000m 2위
- 2008년 제89회 전국동계체육대회 쇼트트랙 남자중학부 2000m 계주 2위
- 2008년 제22회 전국남녀 학생종별종합 쇼트트랙 선수권대회 개인 종합 1위
- 2008년 제22회 전국남녀 학생종별종합 쇼트트랙 선수권대회 남자중등부 1500m 3위
- 2008년 제22회 전국남녀 학생종별종합 쇼트트랙 선수권대회 남자중등부 1000m 2위
- 2008년 제22회 전국남녀 학생종별종합 쇼트트랙 선수권대회 남자중등부 500m 2위
- 2008년 제23회 회장배 전국남녀 쇼트트랙 스피드스케이팅대회 남자중등부 3000m 계주 3위
- 2007년 제21회 전국남녀 학생종별종합 쇼트트랙 선수권대회 남자중등부 1000m 1위
- 2007년 제88회 전국동계체육대회 쇼트트랙 남자중학부 1500m 3위
- 2006년 제21회 회장배 전국남녀 쇼트트랙 스피드스케이팅대회 남자초등부 500m 1위
- 2006년 제21회 회장배 전국남녀 쇼트트랙 스피드스케이팅대회 남자초등부 1000m 3위
- 2006년 제88회 전국동계체육대회 쇼트트랙 남자초등부 500m 1위
- 2006년 제88회 전국동계체육대회 쇼트트랙 남자초등부 1000m 3위
- 2005년 제19회 전국남녀 학생종별종합 쇼트트랙 선수권대회 남자초등부 500m 1위
- 2005년 제19회 전국남녀 학생종별종합 쇼트트랙 선수권대회 남자초등부 1500m 3위

## 경력
- 2013년, 2012년 ISU 쇼트트랙 주니어 세계선수권대회 국가대표